# Leiston
Leiston ist eine Stadt und eine Gemeinde im District East Suffolk in der Grafschaft Suffolk, England. Leiston ist 32,5 km von Ipswich entfernt. Im Jahr 2011 hatte es eine Bevölkerung von 5508. Leiston wurde 1086 im Domesday Book als Le(d)estuna/Lenestuna/Leisestuna/Leestuna erwähnt. Da zum Gemeindegebiet auch der Ort Sizewell gehört, firmiert der Stadtrat (Town Council) unter der Bezeichnung Leiston cum Sizewell. In der Gemeinde liegt die weltberühmte Summerhill School.

## Sehenswürdigkeiten

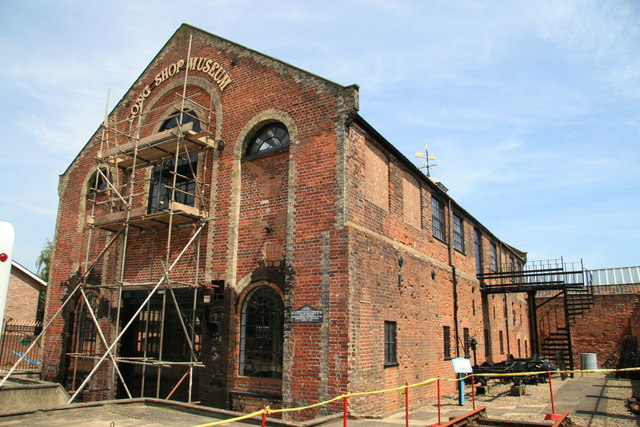
Dampfmaschinenwerkstatt (heute Long Shop Museum) von 1852/53

- Das Long Shop Museum[4] stellt Dampf- und Landmaschinen sowie Trolleybusse des Landmaschinenherstellers Richard Garrett & Sons aus. Die Fabrik wurde von Richard Garrett (1755–1839) im Jahr 1779 gegründet und bestand bis 1932.

## Persönlichkeiten
- Walter Riggs (1877–1951), Regattasegler
- M. E. Aldrich Rope (1891–1988), Glasmalerin